# كيارا أبيندينو
كيارا أبيندينو (12 يونيو 1984) هي سياسية إيطالية ومديرة رياضية، ورئيس بلدية تورين ومدينة تورينو الحضرية من 30 يونيو 2016 إلى 27 أكتوبر 2021 ونائب رئيس الاتحاد الإيطالي للتنس من 2 أكتوبر 2020.

## السيرة الشخصية
ولدت أبيندينو في مونكالييري في 12 يونيو 1984. حضرت دروس مدرسة فينتشنزو جيوبيرتي الثانوية الكلاسيكية في تورين وتخرجت من جامعة بوشوني في ميلانو وحصلت على شهادة في الاقتصاد الدولي والإدارة، وتخصصت في الاقتصاد والتمويل.
من سبتمبر 2007 إلى يناير 2010 عملت كمراقب لفريق يوفنتوس لكرة القدم. اعتبارًا من 1 يناير 2010 كانت مديرة مالية في أعمال زوجها.